# Empidideicus parvus
Empidideicus parvus är en tvåvingeart som beskrevs av Neal L. Evenhuis 2009. Empidideicus parvus ingår i släktet Empidideicus och familjen svävflugor. Inga underarter finns listade i Catalogue of Life.